# Latarnia morska Smalls
Latarnia morska Smalls – latarnia morska położona na skalistej wysepce, położonej na południowy zachód od półwyspu St Davids Head w hrabstwie Pembrokeshire. Z latarnią sąsiadują od północy latarnia morska South Bishop, a od wschodu latarnia morska Skokholm. Latarnia jest wpisana na listę zabytków Royal Commission on the Ancient and Historical Monuments of Wales pod numerem 34350.

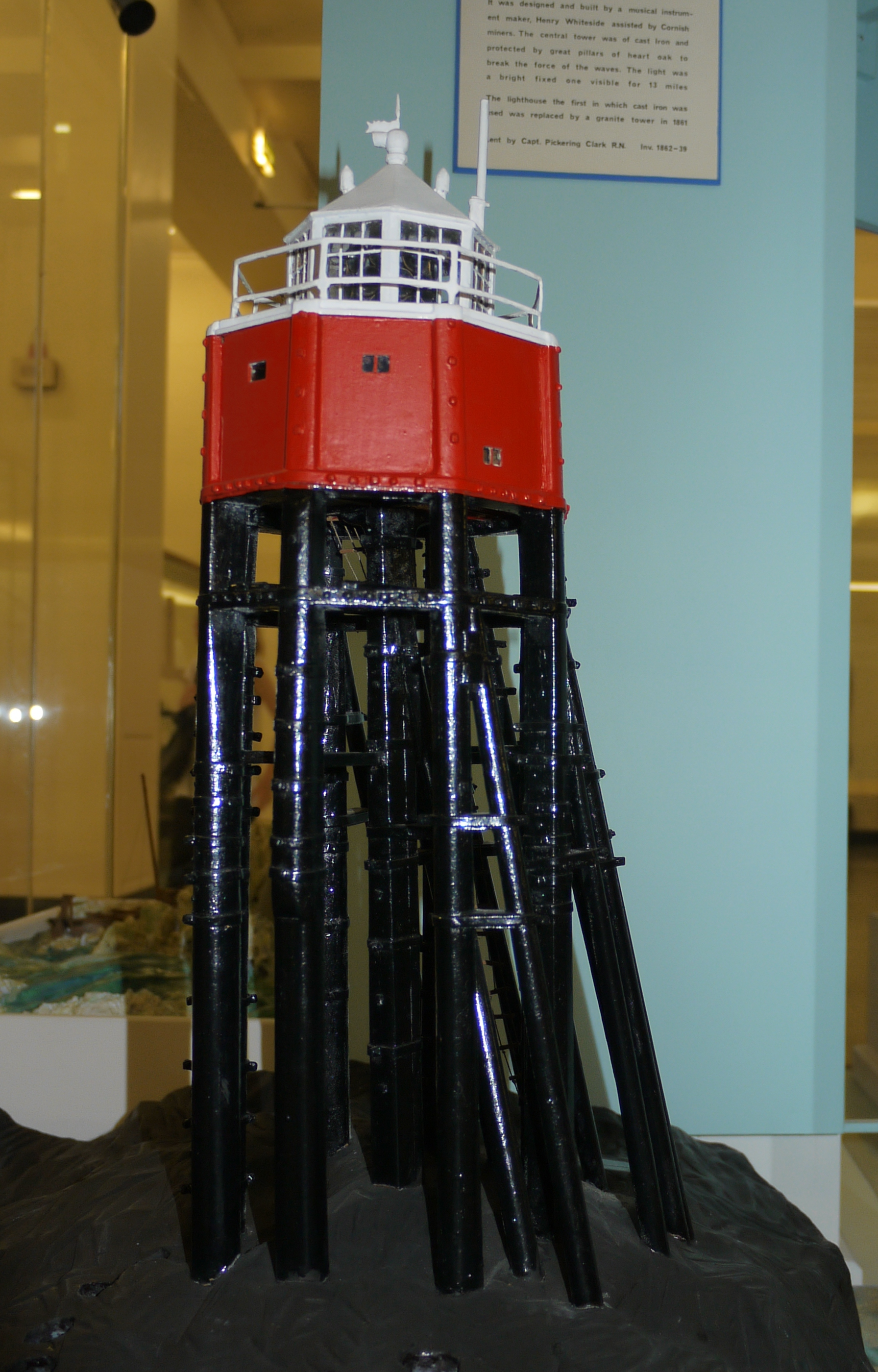
Model latarni z 1776 r.

Pierwsza latarnia morska na skalistej grupie wysepek leżących na szlaku morskim na Morzu Irlandzkim pomiędzy walijskim Pembroke, a Irlandią powstała na zamówienie Johna Phillipsa. Zaprojektował ją wytwórca instrumentów z Liverpoolu, Henry Whiteside. Ośmioboczny budynek latarni o średnicy około 4,5 metra usadowiony był na ośmiu nogach: trzech drewnianych i pięciu stalowych. W zimie 1775/1776 roku konstrukcja została wstępnie złożona w niewielkiej wiosce Solva, położonej na północnym wybrzeżu zatoki St Brides Bay około 25 mil od miejsca, w którym została postawiona na wiosnę 1776 roku. Jednak już w grudniu 1777 roku latarnia została mocno uszkodzona. John Phillips zwolnił ratowników i na kilka miesięcy latarnia przestała funkcjonować. W tym czasie Phillips poprzez Committee of Liverpool Traders uzyskał kontrakt z Trinity House. Po reperacji latarnia służyła przez około 80 lat. 
W końcu lat pięćdziesiątych XIX wieku zdecydowano o budowie nowej latarni. Wybudowana w 1861 roku, wzorowana na latarni morskiej Eddystone była zaprojektowana przez ówczesnego głównego inżyniera Trinity House, Jamesa Douglassa.
W 1978 roku nad latarnią wybudowano platformę-lądowisko dla helikopterów. Latarnia została zautomatyzowana w 1987 roku. Latarnia jest sterowana z Trinity House Operations Control Centre w Harwich.